# Idiostrangalia cerina
Idiostrangalia cerina là một loài bọ cánh cứng trong họ Cerambycidae.